# ایکی کیتامورا
ایکی کیتامورا (انگلیسی: Eiki Kitamura؛ زادهٔ ۱ ژانویهٔ ۱۹۸۱) بازیگر، و بازیگر تلویزیون اهل ژاپن است.